# 谢瀹
謝瀹（454年—498年），字義潔，陳郡陽夏县（今河南省太康县）人，中国南北朝南朝宋、南朝齐官员，谢弘微的孙子，謝庄之子。
謝瀹七岁时，王景文见到謝瀹不一般，对宋孝武帝提起。孝武帝在大庭广众召见謝瀹，观察他的举動，发现他应对合意。孝武帝大喜，命謝瀹迎公主为妻。但是，之后，孝武帝驾崩，新君劉子業被殺，婚姻未成。僕射褚淵以謝瀹性格清正，把女儿许配给他。初任車騎行参軍，历任秘書郎、司徒祭酒、丹陽丞、撫軍功曹。479年（昇明三年）蕭賾为中軍大将軍，召謝瀹为記室。
南朝齐建立，謝瀹转任太子中舍人。建元初年，担任桂陽王（蕭鑠）友。母亲年老需要奉養，出向安成郡内史。召還建康为中書郎。王俭召他为衛軍長史，受到礼遇。任黄門郎，兼掌吏部。转任太子中庶子。
兼驍騎将軍，转任長史兼侍中，謝瀹因为早晨晚上不能值班，因此固辞不受。武帝蕭賾命他马上就任，免去宿直朝廷的任务。转任司徒左長史，出为吴兴郡太守。公正廉洁，有政绩。謝瀹担任吴兴郡太守，長城县民盧道優的家遭到強盗，盧道優告发同县殷孝悌等四人是犯人。謝瀹把殷孝悌到收監县獄調查。殷孝悌之母指控盧道優是誣告殷孝悌。謝瀹听说了殷孝悌之母的申訴，就请建康监狱复查此案，盧道優依法被处斬刑。謝瀹让管药的小吏煮湯，不慎失火，烧坏吴兴郡外斋南廂屋五間。謝瀹鞭打小吏，御史上奏弹劾。母亲去世，去官服喪。喪期满后，转任吏部尚書。
494年（隆昌元年），西昌侯蕭鸞废黜鬱林王蕭昭業，领兵入殿，左右大驚而逃，報告謝瀹。謝瀹与客人下棋，每下一子，他都说「其当有意」。一局終了，回屋躺下，不问外事。明帝蕭鸞即位，謝瀹称疾不管政事。齐明帝时，謝瀹加号右軍将軍。转任侍中，兼太子中庶子、豫州中正。明帝開宴会，功臣向皇帝敬酒，尚書令王晏站在席间。謝瀹没有站起来，说「陛下即位，应天命，順民心，王晏妄言贪天之功为自己的力量」。明帝大笑，没有怪罪謝瀹。其兄謝朏为吴兴郡太守，处理政事有所延误，謝瀹代写上疏。明帝看出了不是謝朏的筆跡，查问后，原谅了他们。謝瀹劝謝朓做官唯宜饮酒，齐明帝建武初以长酣为事。498年（永泰元年），转任散騎常侍、太子詹事。同年去世。享年四十五岁。追贈金紫光禄大夫，谥号簡子。其子谢览、谢玄大、谢举。

## 延伸阅读
[在维基数据编辑]
 《南齊書·卷43》，出自萧子显《南齊書》